# 江浩故居
江浩故居，位于中国河北省唐山市北刘家桥村，为唐山市玉田县的一个省级文物保护单位，类型为近现代文物，公布时间为1993年7月15日。
江浩故居的历史年代为1880年－1930年。